# Houtskär kyrka Jungfru Maria
Houtskärs kyrka, Jungfru Maria ligger på ön Houtskär inom Pargas stad i Åbolands skärgård. Den tillhör Väståbolands svenska församling inom Evangelisk-lutherska kyrkan i Finland.

## Historia
Houtskär kyrka byggdes år 1703 och vigdes till jungfru Maria kyrka den 10 juli 1704, som den tredje kyrkobyggnaden i ordningen för Houtskärborna. På den tiden var Houtskär ett kapell under Korpo församling.
År 1554 nämns Houtskär för första gången som en kapellförsamling under Korpo men den torde vara av medeltida ursprung. Från början hade Korpo med Houtskär skötts av en och samma präst, senare med hjälp av en kaplan och från 1692 hade Houtskär sin egen ordinarie kaplan med kaplansboställe i Näsby. Den 9 oktober 1865 utfärdades ett kejserligt edikt om att Houtskär kapellförsamling skulle avskiljas till en egen församling, vilket förverkligades då kyrkoherden i Korpo avled den 3 april 1867 och kaplanen i Houtskär blev den nya självständiga församlingens kyrkoherde. Sedan 2009 ingår den tidigare självständiga församlingen som en kapellförsamling i Väståbolands svenska församling och kyrkan fungerar som Houtskär kapellförsamlings gudstjänstlokal.

## Kyrkobyggnaden
Kyrkan är en korskyrka med jämnlånga korsarmar, timrad på en låg cementerad stenfot. Väggarna är brädfodrade och rödmålade under tjärat spåntak.
Houtskär kyrka har sittplatser för ca 400 kyrkobesökare.